# José Antonio Quiroga Fernández
José Antonio Quiroga (Gijón, 2 de gener de 1969) és un exfutbolista asturià, que jugava de migcampista.

## Carrera esportiva
Va jugar a la Segona Divisió amb el Burgos CF l'any 93/94, tot sent titular (31 partits i 3 gols). A l'any següent fitxa per la UD Salamanca, on realitza una gran campanya: marca 9 gols en 32 partits i és peça clau per a l'ascens dels castellans a la màxima categoria.
A Primera, però, Quiroga no té tant protagonisme i qualla una temporada irregular. Juga 27 partits, 14 de titular i 13 de suplent.
L'estiu de 1996 fitxa pel CD Badajoz. A l'equip extremeny hi té una discreta primera temporada, mentre que la temporada 97/98 tot just hi disputa nou partits. El seu darrer equip important va ser la SD Compostela, amb qui va jugar 10 partits de Segona Divisió a la campanya 98/99.